# 프란코 카우시오
프란코 카우시오(이탈리아어: Franco Causio ˈfraŋko ˈkauzjo[*], 1949년 2월 1일, 풀리아 주 레체 ~)는 이탈리아의 전직 프로 축구 선수로, 현역 시절 1982년 월드컵을 들어올렸고, 1960년대, 1970년대, 그리고 1980년대를 관통하며 유벤투스에서 오랜 기간 활약했다. 이탈리아의 손꼽히는 최고의 측면 자원으로, 현역 시절에 우아한 몸놀림과 부유한 성장 배경, 신사다운 태도에 빗대어 "남작"이라는 별칭으로 수식되었다.

## 생애
카우시오는 풀리아 주 레체 출신으로, 17세에 유벤투스에 입단했다.

## 클럽 경력

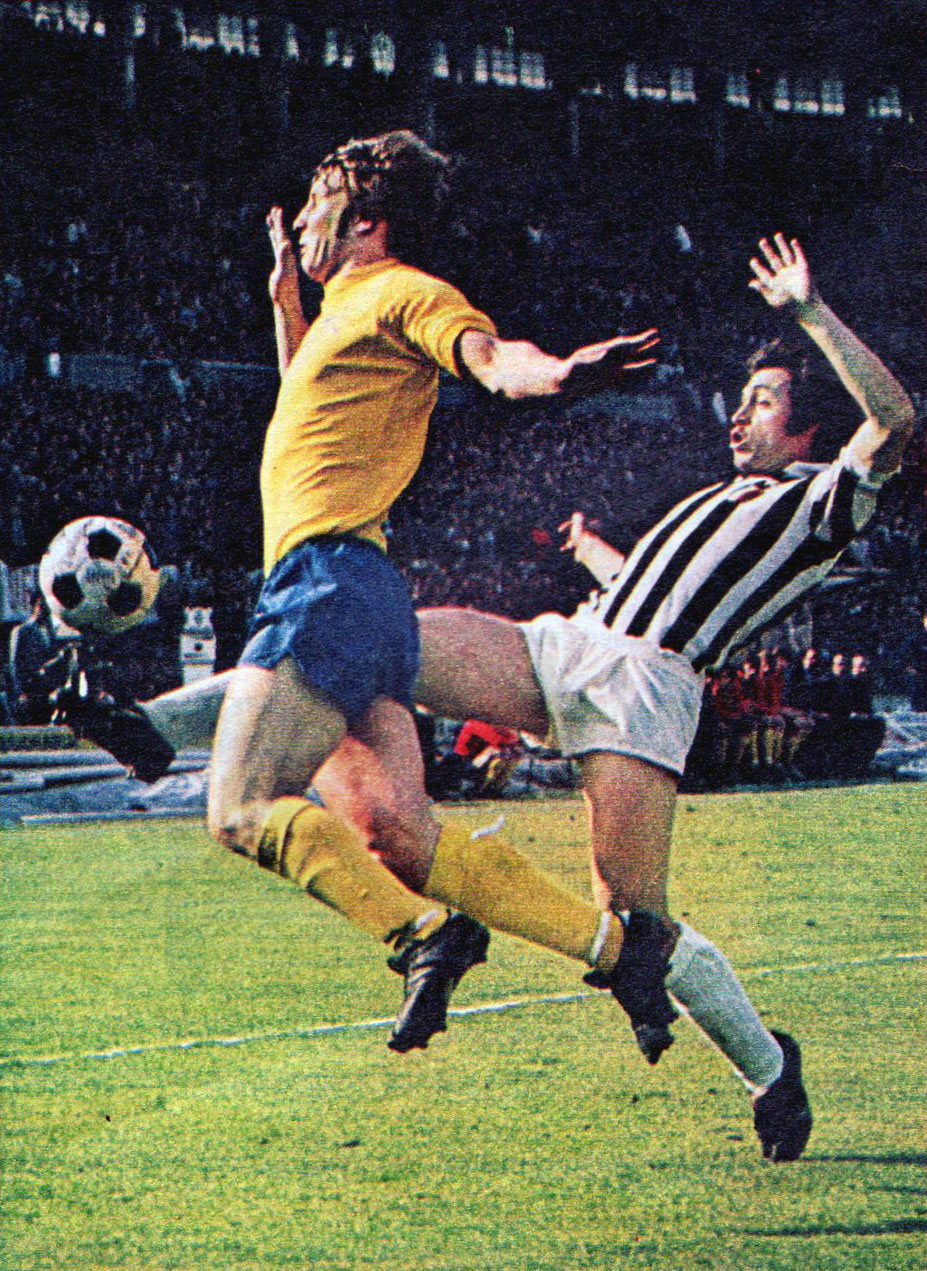
1973년, 유러피언컵 준결승전에서 더비의 맥거번(좌측)을 상대하는 유벤투스의 카우시오(우측)

세리에 B에 몇 년 임대로(레지나와 팔레르모에서 활동) 뛰던 그는 1970년에 유벤투스로 복귀했다. 그는 그 후로부터 유벤투스의 등번호 7번을 달았고, 로베르토 베테가, 로베르토 보닌세냐, 피에트로 아나스타시, 클라우디오 젠틸레, 마르코 타르델리, 디노 초프, 가에타노 시레아, 그리고 안토니오 카브리니와 같은 기라성같은 선수들과 동행했다. 유벤투스가 매우 강성했던 시기에, 카우시오는 6번 작은 방패를 획득했고, 코파 이탈리아도 1번, UEFA컵도 1번 우승했다. 그는 1972-73 시즌에는 유벤투스를 이끌고 유러피언컵 결승전에도 올랐고, 인터콘티넨털컵에도 같은 해 참가했지만, 그 해 세리에 A를 우승하고도 코파 이탈리아에서 준우승에 그치면서 3관왕이 무산되었다. 그가 가장 좋은 유러피언 컵위너스컵 성적을 거둔 때는 1979-80 시즌으로, 유벤투스는 이 대회 준결승전까지 올랐다.
유벤투스 고별 시즌에 개인 통산 6번째 작은 방패를 획득한 직후, 카우시오는 1981년에 우디네세로 둥지를 옮겨 3년을 활약했고, 브라질 국가대표팀의 거물 지쿠와 한배를 탔었다. 우디네세를 거친 그는 인테르나치오날레를 지나 고향 레체로 복귀해 구단의 세리에 A 첫 시즌인 1985-86 시즌을 함께했다. 그는 39세로 세리에 B의 트리에스티나에서 축구화를 벗었다.

## 국가대표팀 경력
카우시오는 1972년 4월 29일, 0-0으로 비긴 벨기에와의 유로 1972 예선전 경기에서 이탈리아 국가대표팀 신고식을 치렀다. 그는 1974년 월드컵과 1978년 월드컵에 참가한 이탈리아 선수단의 일원으로, 이탈리아는 후자의 대회에서 2차 조별 리그 끝에 대회를 4위로 마감했다. 그는 안방에서 열린 유로 1980에서도 이탈리아 대표로 출전했는데, 이탈리아는 이 대회에서도 3위 결정전 끝에 대회를 4위로 마감했다. 그의 이탈리아 국가대표팀 경력에 방점을 찍은 때는 1982년 월드컵 우승이었다. 국가대표팀에서 2번 퇴장을 당한 카우시오는 이탈리아 국가대표팀 역대 최다 퇴장 선수로, 잔카를로 안토뇨니와 다니엘레 데 로시와 퇴장 횟수가 같다.

## 경기 방식
그의 세대에 손꼽히는 이탈리아 선수로 평가받은 카우시오는 이탈리아의 동 역할을 맡는 선수들 중에도 손꼽힌다. 카우시오는 주로 오른쪽 측면을 담당했지만, 그 외에도 중원의 다른 역할로도 배치할 수 있고, 공격형이나 플레이메이커, 혹은 좌측면을 담당하기도 했다. 창의적이고, 발빠르고, 키작고, 우아한 선수인 그는 공몰이에 두각을 나타내며, 정확히 공배급을 수행할 수 있었다. 그의 공제어 능력과 기술적 역량 외에도, 빠르고 근면한 성향을 소유했으며, 놀라운 체력도 선보이며 효율적으로 맡은 측면을 담당해 공수 양면에서 선수단을 지원하는데 유용했다.

## 수상
유벤투스
- 세리에 A: 1971–72, 1972–73, 1974–75, 1976–77, 1977–78, 1980–81
- 코파 이탈리아: 1978–79
- UEFA컵: 1976–77

이탈리아
- 월드컵: 1982
- 코파 펠레: 1993

개인
- 구에린 금상: 1982[12]